# Hanke Brothers
Die Hanke Brothers sind ein Kammermusikensemble, das sich zwischen den Musikgenre Klassik und Pop bewegt. Ihr Schwerpunkt liegt dabei auf der "Neuen Klassik" bzw. New Classical Music. Sie sind zu Gast bei allen renommierten Festivals Deutschlands, wurden 2021 als JM artist der Jeunesses Musicales Deutschland und 2024 mit dem Opus Klassik ausgezeichnet.
Mitglieder sind die aus Sindelfingen stammenden vier Brüder David Hanke, Lukas Hanke, Jonathan Hanke und Fabian Hanke. Sie stammen aus einer musikalischen Familie, der Vater Matthias Hanke ist Landeskirchenmusikdirektor, die Mutter Theresia ist professionelle Geigerin.

## Karriere
- 2014 erste CD-Aufnahme der Familie Hanke (Matthias, Theresia, David, Lukas, Jonathan und Fabian)
- 2016 „Pinocchio und der Flötenspieler“ Uraufführung, Musikalisches Kindermärchen in einer Neufassung für Familie Hanke vom Grazer Komponisten Viktor Fortin
- September 2017: Premiere THE BIG BROJECT, Stadthalle Sindelfingen, mit Uraufführungen von Aleksey Igudesman, Juri de Marco, Stephan Boehme und Jonathan Hanke
- Januar 2019: Veröffentlichung der ersten CD „Elements“ beim Label H-Factory Records mit Kompositionen von Aleksey Igudesman, Oliver Davis, Juri de Marco, Stephan Boehme, Roland Szentpali und Jonathan Hanke.
- 2020: 70 Jahre Jubiläum Sozialverband VdK Deutschland Berlin, Premiere „Heimspiel 2020“, Weihnachtsliederstreamen[1] u. a. der Stuttgarter Kickers zusammen mit Patrick Bopp von den Füenf
- 2021: Gründung des gemeinnützigen Vereins BROTHERS FOR MUSIC e.V.[2] und Auszeichnung von Jeunesses Musicales Deutschland zum ersten "JM artist"[3]
- 2022: Projekte mit dem Stuttgarter Ballett JUNG+ und Stiftung Singen mit Kindern
- 2023: Der 38. Deutsche Evangelische Kirchentag 2023 in Nürnberg wird von den Hanke Brothers musikalisch eröffnet (Gesamtleitung: David Hanke).
- 2024: Auszeichnung mit dem OPUS KLASSIK für Nachwuchsförderung (Kinder- und Jugendarbeit)

Weitere besondere Auftritte der Hanke Brothers fanden z. B. auf Galas, wie „10 Jahre MSOE Grohmann Museum Milwaukee“ und dem Wiener Rotkreuzball statt.
Aleksey Igudesman hat exklusiv für die Hanke Brothers das abendfüllende Werk Seven Continents komponiert. Hier versucht er jeden Kontinent vor allem auch emotional zu vermitteln.
Mittlerweile wurden über 40 Originalkompositionen für die Hanke Brothers komponiert, darunter Werke von Stephan Boehme, Oliver Davis, Jonathan Hanke, Jan-Benjamin Homolka, Aleksey Igudesman, Nicolas Kok, Christoph Reuter, Christoph König (Uwaga) und Sören Sieg.

## Diskographie
- Familie Hanke Von Barock bis Sakro-Pop, 2014[6]
- Hanke Brothers: Elements, bei H-Factory Records, 2019[7]
- Arcadia: Oliver Davis, Signum Classics, 2019[8]
- Air: Oliver Davis, Signum Classics, 2022[9]